# Beurre blanc
Pour les articles homonymes, voir Beurre (homonymie).
Le beurre blanc est une sauce émulsionnée à chaud qui accompagne de nombreux poissons pochés ou grillés. On parle également de « beurre nantais ».

## Présentation

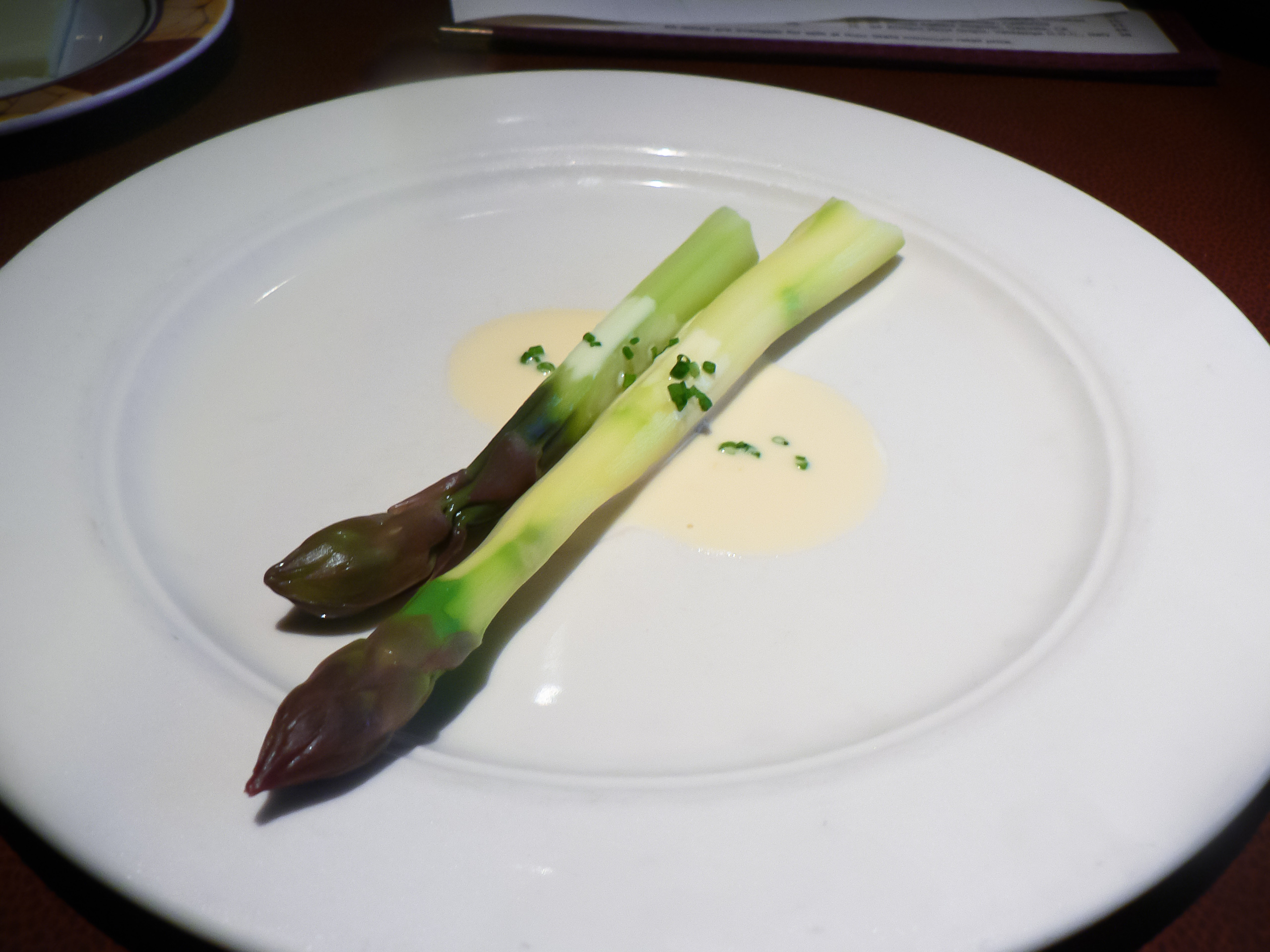
Asperges au beurre blanc.

Le beurre blanc est une émulsion de beurre demi-sel et une réduction à base de vin blanc, de vinaigre et d'échalotes grises. Le vin blanc et le vinaigre sont réduits par moitié avec les échalotes grises, puis le beurre est délicatement incorporé et fouetté à feu très doux (ne pas dépasser la température de 65 degrés) dans une casserole à fond épais.
Cette sauce est à servir chaude en accompagnement sans attendre d’un plat, généralement du saumon, thon ou poisson à chair blanche. On peut ajouter de l'eau avant l'incorporation du beurre en parcelles. Après que le beurre a fondu, il faut laisser les échalotes. Le fait de passer la sauce au chinois donnera un beurre nantais.
Une autre recette plus rapide et permettant de multiplier la quantité de sauce consiste à incorporer du fond de volaille dilué dans de l'eau chaude (fond blanc) à la réduction d'échalotes et de vin blanc. Après une rapide réduction, on pourra incorporer le beurre en parcelles.

## Histoire
Il est parfois raconté que, en 1890, au restaurant La Buvette de la Marine, dans le hameau de La Chebuette, lieu-dit de la commune de Saint-Julien-de-Concelles, situé sur les bords de Loire, à quelques kilomètres en amont de Nantes, Clémence Lefeuvre aurait inventé le beurre blanc, pour le marier avec les poissons de Loire. La légende veut que le premier beurre blanc serait dû à une maladresse lors de la réalisation d’une béarnaise pour accommoder un brochet à laquelle on aurait oublié d’ajouter l’estragon et les jaunes d’œuf. Il est d’ailleurs encore appelé « beurre raté » dans la région de Saint-Julien-de-Concelles.
Ceux qui proposent cette invention au XIXe siècle ignorent toutefois que la recette se trouve déjà dans L. S. R., L'Art de bien traiter, en 1643, reprise ensuite par Pierre François La Varenne et par Massialot, sous le nom de « sauce blanche ».